# Corpo estraneo rettale
Un corpo estraneo rettale è un oggetto che viene inserito attraverso l'ano nel retto e lì posizionato. Può diventare clinicamente rilevante se il paziente non riesce a rimuoverlo facilmente nel modo previsto. Il percorso inverso di un corpo estraneo, ingerito attraverso la bocca e passato attraverso l'intero tratto gastrointestinale nel retto, è raramente di rilevanza clinica.

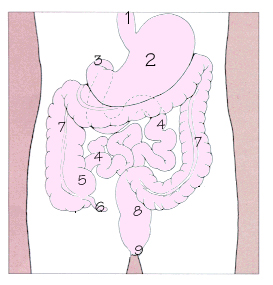
Panoramica del tratto gastrointestinale umano:
1 = esofago, 2 = stomaco, 3 = duodeno, 4 = intestino tenue, 5 = cieco, 6 = appendice, 7 = colon, 8 = retto, 9 = ano

I corpi estranei rettali appartengono al gruppo dei corpi estranei gastrointestinali.

## Incidenza

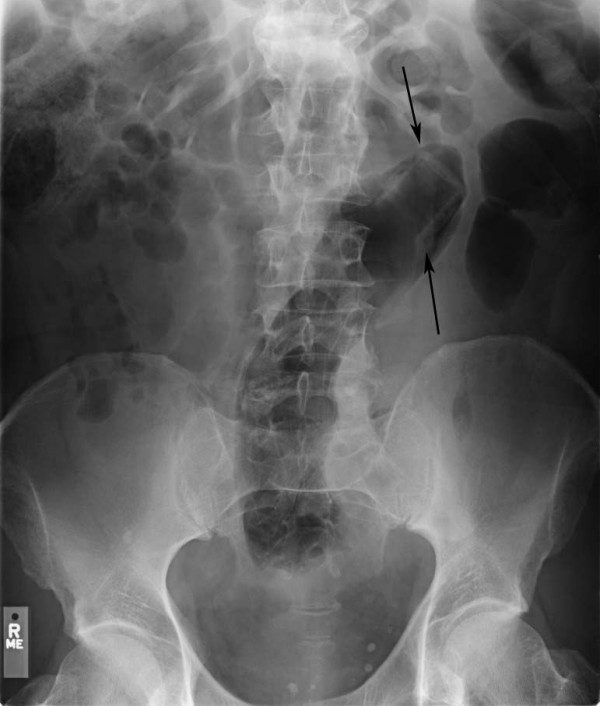
Immagine a raggi X di una bottiglia di acqua minerale in plastica che si estende dal retto al colon sigmoideo

Non esistono dati attendibili sull'incidenza dei corpi estranei rettali clinicamente rilevanti. A lungo termine è probabile che sia aumentata e il fenomeno è osservato più frequentemente. Il numero di casi non segnalati è probabilmente molto elevato.
I corpi estranei rattali si trovano molto più frequentemente negli uomini che nelle donne. Il rapporto tra i sessi è di circa 28:1. Una meta-analisi del 2010 ha rilevato un rapporto tra i sessi di circa 37:1. L'età media dei pazienti era di 44,1 anni con una deviazione standard di 16,6 anni.
Il primo caso descritto in letteratura risale al XVI secolo.

## Eziologia
Le ragioni della presenza di corpi estranei nell'ano e nel retto sono molto diverse, ma nella maggior parte dei casi sono motivate sessualmente o criminalmente. Nella stragrande maggioranza dei casi, il corpo estraneo viene inserito volontariamente nel retto. Ciò include principalmente pratiche a sfondo sessuale, che sono la causa più comune di corpi estranei rettali clinicamente rilevanti. Un'altra forma, possibilmente volontaria, di inserimento di corpi estranei nell'ano e nel retto è il trasporto illegale di contenitori di droghe negli orifizi del corpo (in questo caso nel retto). Ciò include anche i tentativi di trasportare oggetti come armi, coltelli o munizioni. In uno studio, la stimolazione sessuale è stata la causa per circa l'80% dei casi in cui un corpo estraneo rettale è diventato clinicamente rilevante. Negli anni '80 questo dato includeva un 10% di casi di violenza sessuale.
Raramente, i corpi estranei che non possono essere rimossi autonomamente vengono inseriti nell'ano dal paziente con l'obiettivo di ricevere affetto e compassione da medici e infermieri. In questi casi il comportamento viene classificato come Sindrome di Münchhausen.
Un'altra causa può essere il tentativo di automedicazione di patologie. Ad esempio, un paziente ha cercato di curare la diarrea persistente inserendo una pannocchia di mais nel retto. Un altro paziente ha cercato di alleviare il prurito anale causato dalla malattia emorroidaria con l'aiuto di uno spazzolino da denti. Lo spazzolino è sfuggito alla presa ed è scomparso nel suo retto.
A seguito di incidenti o torture, corpi estranei possono entrare nel retto contro la volontà del paziente. Un termometro a mercurio inserito nel retto per misurare la temperatura che si rompe è un esempio di corpo estraneo accidentale. Nell'antica Grecia esisteva una punizione per gli adulteri maschi, in cui un ravanello veniva inserito nell'ano dell'adultero. Molti corpi estranei vengono dichiarati risultato di incidenti dai pazienti per vergogna.
I corpi estranei possono incastrarsi molto facilmente nel retto per diversi motivi. Da un lato, molti degli oggetti utilizzati per la stimolazione sessuale hanno una punta conica, garantendo così una penetrazione più facile. D'altra parte, di solito sono appiattiti all'estremita opposta. Se l'estremità dell'oggetto passa attraverso l'ano verso il retto, in molti casi l'estrazione da parte della persona colpita non è più possibile. Per ottenere una stimolazione maggiore, l'oggetto viene spesso inserito nel retto molto più in profondità di quanto originariamente previsto. Gli sfinteri quindi impediscono meccanicamente l'estrazione del corpo estraneo.

## Oggetti

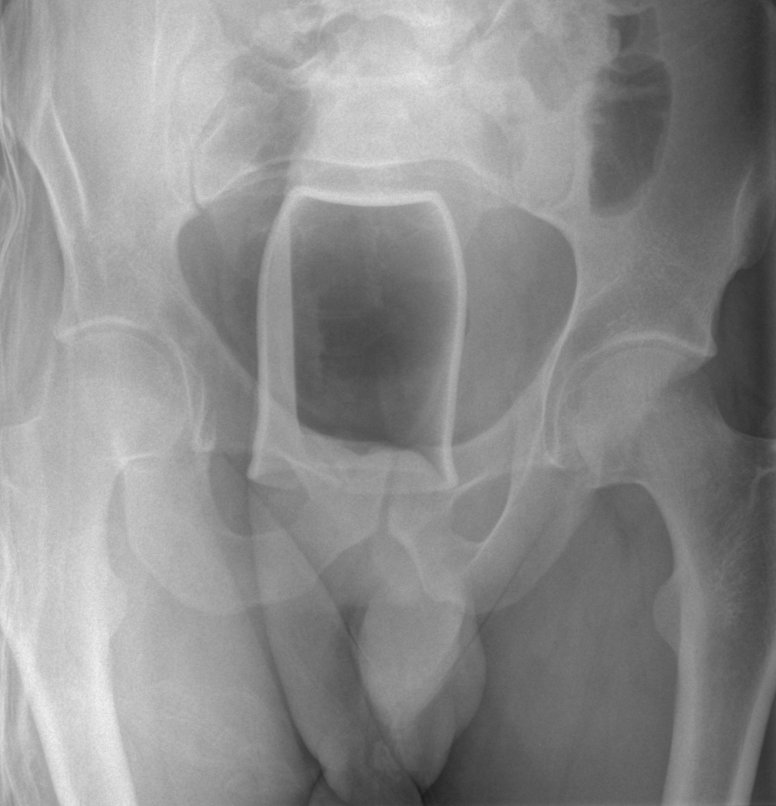
Portaspazzolino nel retto

Il tipo e le dimensioni dei corpi estranei rettali variano notevolmente e in alcuni casi superano la comprensione anatomica e fisiologica.
Tra gli oggetti descritti nella letteratura specialistica figurano ad esempio:
- Lama di rasoio, vite, cacciavite, piccola borsa degli attrezzi arrotolata (15 × 12 cm, compresa di 620 g di utensili), forcina
- Lische di pesce, schegge di ossa
- Contenitori per droghe di vario tipo
- Barre corte come una gamba di sedia lunga 27 cm, un manico di vanga lungo 19 cm, un pezzo di manico di scopa rotto, parti di aspirapolvere, ombrelli con custodia
- Contenitori con volumi eccedenti anche talvolta 0,5 l, come piccole bottiglie di champagne, bottiglie di cola, vasetti di marmellata, piccoli bicchieri da birra, tazze
- Bomboletta spray, lampadina, valvola termoionica, candela
- Pallina da ping pong, boccia
- Munizioni, petardi
- Cetriolo, carota, pannocchia di mais, banana, mela, cipolla, pezzi di zenzero
- Quotidiano arrotolato
- Coda di maiale congelata
- Anguilla[20]
- Vibratore, asta di ebanite, dildo, palline vaginali, plug anale
- Portaspazzolino in plastica[11][19][21]
- Cateteri troppo corti
- Granata[22]

Non si tratta sempre di oggetti solidi. Ad esempio, nel 1987, fu descritto il caso di un paziente che si somministrò un clistere utilizzando del cemento. Dopo che il cemento si fu solidificato e incastrato, il pezzo di cemento risultante dovette essere rimosso chirurgicamente. Un altro esempio estremo si verificò nel novembre 1953. Un uomo depresso inserì un tubo di cartone lungo 15 cm nel suo retto e poi lanciò un petardo acceso nell'apertura del tubo, provocando un grosso buco nel retto.

## Diagnosi

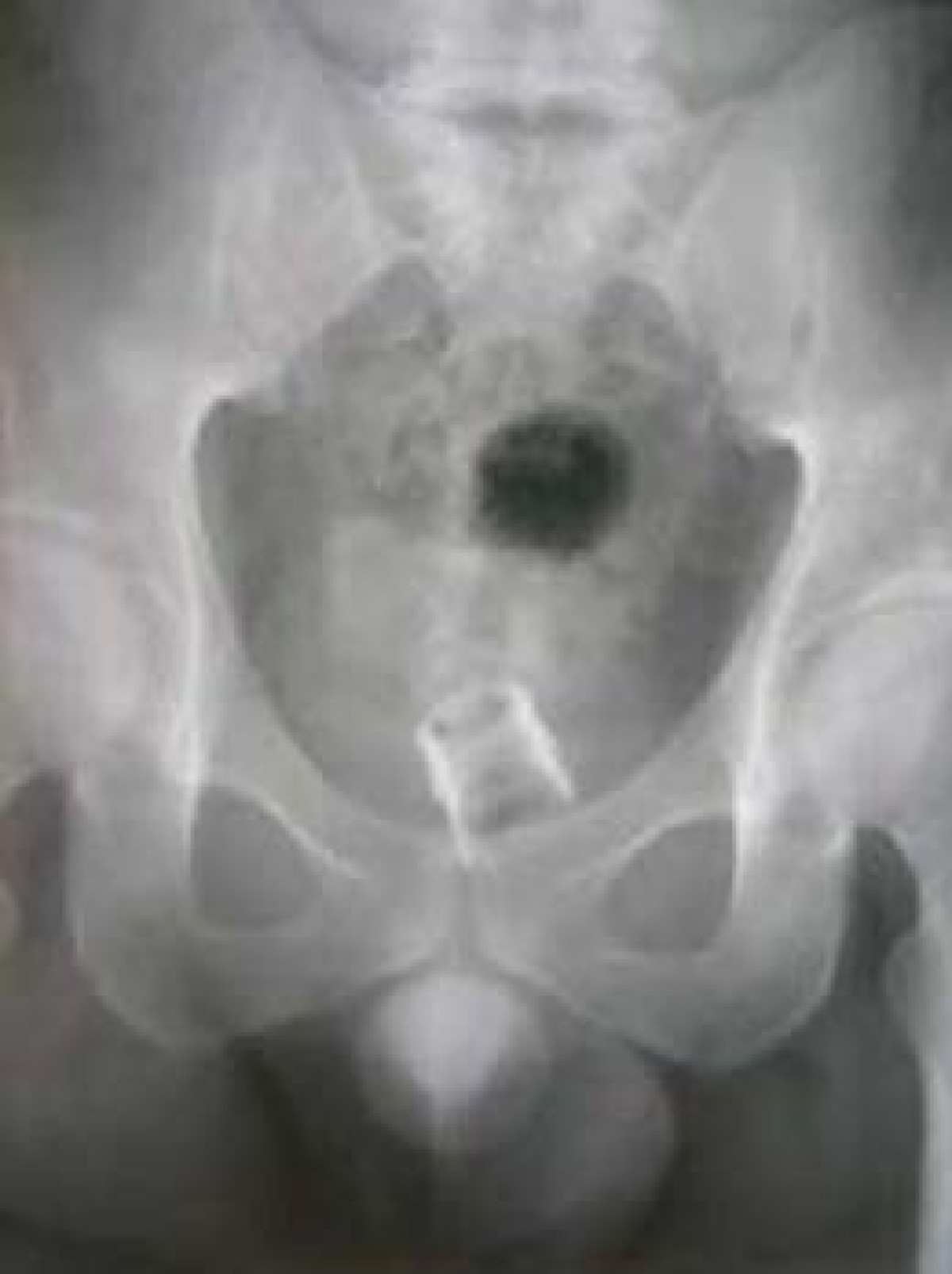
Radiografia che mostra un frammento di una bottiglia (collo di bottiglia, sopra la sinfisi pubica nell'immagine) nel retto di un paziente.

Molti pazienti sono riluttanti a fornire informazioni su quanto accaduto durante l'anamnesi a causa di sentimenti di vergogna, per cui possono mancare informazioni importanti per il trattamento. Inoltre, per lo stesso motivo, i pazienti si recano dal medico solo molto tardi (quando non c’è altra scelta). Un'assistenza fiduciosa, sensibile e premurosa dei pazienti, che di solito si vergognano molto e non si sentono bene, da parte del personale clinico coinvolto è quindi di grande importanza per il successo del trattamento e può potenzialmente salvare la vita.
Prima che il corpo estraneo venga rimosso, vengono solitamente effettuate radiografie su diversi piani di proiezione per determinare l'esatta posizione e profondità del corpo estraneo. In caso di corpi estranei costituiti da materiali che forniscono un contrasto insufficiente nell'immagine radiografica (ad es. oggetti in plastica solida), è possibile utilizzare, se necessario, l'ecografia o la tomografia computerizzata. La risonanza magnetica è controindicata, soprattutto in caso di corpi estranei sconosciuti. I corpi estranei inseriti nel retto possono, in determinate circostanze, penetrare in profondità nel colon.
L'endoscopia, che può essere utile anche per il trattamento, consente di identificare e localizzare l'oggetto nel retto.
L'informazione così ottenuta sul corpo estraneo è molto importante per la sua rimozione, poiché è necessario evitare a tutti i costi la perforazione del retto e dell'ano.

## Trattamento

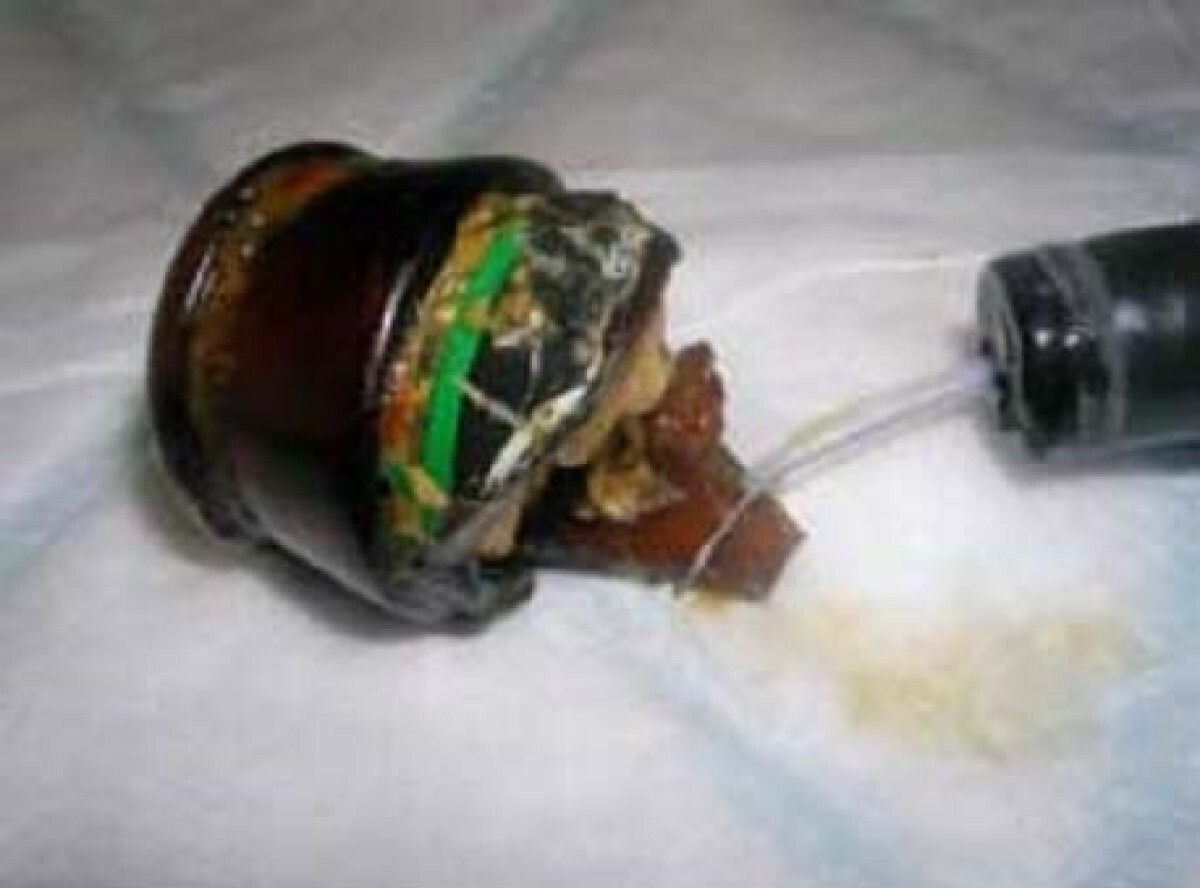
Sonda endoscopica con frammento di bottiglia di vetro

Per quanto vari possano essere gli oggetti nel retto, possono variare anche le misure terapeutiche utilizzate per rimuovere il corpo estraneo. I corpi estranei sono spesso costituiti da materiali fragili, come il vetro. Inoltre, di solito sono necessarie molte ore o addirittura giorni prima che il paziente si rechi dal medico. Prima di consultare un medico, la maggior parte dei pazienti tenta più volte senza successo di rimuovere il corpo estraneo in autonomia o con l'aiuto di altri. In molti casi ciò peggiora la situazione iniziale.
Nella maggior parte dei casi, il corpo estraneo può essere rimosso per via endoscopica. Ad esempio, i vibratori possono solitamente essere afferrati e rimossi dal retto utilizzando un endoscopio di grandi dimensioni (tipicamente utilizzato per rimuovere i polipi durante la colonscopia).  Anche oggetti più piccoli, come i termometri clinici, possono essere estratti dal retto utilizzando una pinza da biopsia. Spesso gli oggetti intrappolati di grandi dimensioni non possono essere spostati con un endoscopio flessibile. In questi casi, gli strumenti rigidi sono più adatti.
In alcuni casi, gli strumenti normalmente utilizzati in ostetricia si sono rivelati efficaci nella rimozione del corpo estraneo. Tra questi rientrano ad esempio il forcipe e la ventosa. Inoltre, oggetti in legno come sono stati recuperati dopo essere stati riempiti con gesso. Per i bicchieri, ad esempio, si può inserire un cucchiaio nel gesso ancora liquido come ancora ed estrarlo insieme al vetro dopo che questo si è solidificato. Le lampadine vengono solitamente avvolte con una rete di garza, frantumate nel retto e poi estratte.
Anche l'argon plasma coagulation (APC) è stata utilizzata con successo. Il corpo estraneo da rimuovere era una mela verde avvolta nel cellophane nel retto di un paziente di 44 anni. L'APC ha permesso di ridurre le dimensioni della mela di oltre 50%, potendo così essere rimossa. I precedenti tentativi di estrazione con strumenti endoscopici erano falliti a causa della superficie liscia dell'oggetto.
Se il corpo estraneo non può essere estratto con nessuna delle misure menzionate perché è troppo in alto nella zona del sigma, in molti casi il riposo a letto e la sedazione del paziente possono far ridiscendere il corpo estraneo nel retto. Lì il corpo estraneo è più facile da raggiungere e da estrarre.
Nei casi più difficili può essere necessaria un’incisione addominale (laparotomia). Statisticamente ciò accade in circa il 10% dei casi. L'intestino crasso può poi essere eventualmente manipolato attraverso l'addome in modo che il corpo estraneo si sposti verso l'ano e possa essere lì afferrato. La colotomia può essere indicata in casi particolarmente difficili, soprattutto quando la manipolazione del corpo estraneo metterebbe seriamente a repentaglio la salute del paziente. Questo può essere il caso, ad esempio, di contenitori di droga incastrati.

### Anestesia
Nei casi più lievi, la sedazione del paziente è solitamente sufficiente. Spesso vengono utilizzate anche l'anestesia locale e spinale. Le procedure più difficili vengono solitamente eseguite in anestesia generale. È assolutamente necessaria quando si apre la cavità addominale (laparotomia) o si apre il colon (colotomia). L'anestesia è utile per rilassare gli sfinteri.

### Assistenza postoperatoria
Dopo l'intervento si consiglia una sigmoidoscopia - una colonscopia in cui vengono esaminati 30-40 centimetri del colon e del retto con un endoscopio flessibile - per escludere possibili perforazioni del retto e del sigma o per rilevare lesioni alle mucose. In alcuni casi è indicato il follow-up ospedaliero del paziente.

### Esempi
| Corpo estraneo              | Tecnica di rimozione           | Anestesia | Fonte  |
| --------------------------- | ------------------------------ | --------- | ------ |
| Penna a sfera               | Endoscopio                     |           | [ 35 ] |
| Palloncino pieno d'acqua    | Perforazione                   |           | [ 36 ] |
| Ossa di pollo               | Endoscopio                     |           | [ 37 ] |
| Stuzzicadenti               | Endoscopio                     |           | [ 38 ] |
| Mela avvolta nel cellophane | Frammentazione tramite APC     | Nessuna   | [ 33 ] |
| Bottiglia di vetro          | Pinza da biopsia               | Generale  | [ 29 ] |
| Vibratore                   | Endoscopio                     | Nessuna   | [ 29 ] |
| Provetta                    | Sonda Sengstaken-Blakemore     |           | [ 39 ] |
| Provetta                    | Endoscopio                     |           | [ 40 ] |
| Estremità di un clistere    | Endoscopio                     |           | [ 40 ] |
| Vibratore                   | Pinza da biopsia               |           | [ 40 ] |
| Matita                      | Endoscopio                     |           | [ 41 ] |
| Barra di ferro              | Endoscopio a due canali e cavi |           | [ 42 ] |
| Collo di bottiglia          | Catetere Foley                 | Generale  | [ 43 ] |
| Bomboletta spray            | Dilatatore a palloncino        | Nessuna   | [ 34 ] |
| Palla giocattolo spugnosa   | Ventosa                        | Generale  | [ 44 ] |
| Vibratore                   | Forcipe                        | Locale    | [ 45 ] |
| Vibratore                   | Pinze uncinate                 | Locale    | [ 46 ] |
| Bottiglia di dopobarba      | Pinza ortopedica               | Spinale   | [ 47 ] |
| Ossa di pollo               | Manuale                        | Nessuna   | [ 48 ] |
| Tappo di bomboletta spray   | Forcipe                        | Generale  | [ 49 ] |
| Vaso                        | Estrazione con gesso           | Generale  | [ 50 ] |
| Contenitore in vetro        | Estrazione con gesso           | Spinale   | [ 51 ] |
| Contenitore in vetro        | Tubo endotracheale             | Locale    | [ 52 ] |
| Mela                        | Manuale                        | Locale    | [ 53 ] |
| Contenitore in vetro        | Catetere Foley                 | Generale  | [ 54 ] |
| Bottiglia in vetro          | Ventosa                        | Generale  | [ 25 ] |
| Lampadina                   | Catetere Foley                 |           | [ 55 ] |
| Termometro                  | Pinza da biopsia               | Generale  | [ 29 ] |
| Vibratore                   | Pinza Kocher                   | Locale    | [ 29 ] |
| Bottiglia                   | Forcipe                        | Generale  | [ 29 ] |
| Bottiglia di profumo        | Manuale                        | Spinale   | [ 56 ] |
| Pezzo di legno              | Manuale                        | Generale  | [ 57 ] |
| Porta spazzolino            | Catetere di Fogarty            |           | [ 58 ] |
| Guanto da forno             | Forcipe                        | Generale  | [ 59 ] |
| Tubo di scarico             | Forcipe                        | Generale  | [ 30 ] |
| Palla da pétanque           | Elettromagnete                 | Generale  | [ 60 ] |
| Carota                      | Vite per mioma                 |           | [ 61 ] |
| Oggetto di vetro            | Ventosa                        | Spinale   | [ 31 ] |
| Palla di gomma              | Manuale                        | Generale  | [ 62 ] |
| Barra di legno              | Manuale                        | Spinale   | [ 62 ] |
| Bottiglia                   | Manuale                        | Generale  | [ 63 ] |
| Dildo                       | Myomheber                      |           | [ 64 ] |
| Lampadina                   | Compressione addominale        | Spinale   | [ 65 ] |

## Conseguenze della mancata rimozione di un corpo estraneo
Se il corpo estraneo è così grande che le feci non possono attraversare il colon, si verifica un'ostruzione intestinale meccanica (ileo). Lo stiramento del retto e la conseguente interruzione della peristalsi intestinale favoriscono ulteriormente l’ileo.
Il corpo estraneo può distruggere la parete intestinale attraverso processi infiammatori (erosione). A seconda della posizione della perforazione, ciò può portare a una peritonite fecale o ad un ascesso retroperitoneale (formazione di un ascesso dietro il peritoneo).
Corpi estranei più piccoli che feriscono ma non perforano la parete intestinale possono rimanere intrappolati in un granuloma da corpo estraneo. Possono quindi rimanere nel retto come pseudotumore per anni senza alcuna conseguenza.

## Complicanze
La complicanza più comune, ma nel complesso piuttosto rara, è la perforazione del retto causata dal corpo estraneo stesso o dalle misure adottate per rimuoverlo. Le perforazioni diagnosticate vengono solitamente operate immediatamente. A tale scopo, l'addome del paziente viene aperto (laparotomia) e l'area perforata viene asportata o trattata con suture primarie. Ai pazienti vengono solitamente somministrati antibiotici per sopprimere le infezioni. Per proteggere le suture della ferita, di solito è necessaria una colostomia temporanea, cioè un ano artificiale temporaneo. La colostomia viene rimossa dopo che è stata dimostrata la completa guarigione dell'area del retto precedentemente perforata utilizzando un mezzo di contrasto iniettato con un clistere. In genere, dal momento dell'operazione occorrono dai tre ai sei mesi. Secondo uno studio, la degenza media in ospedale dopo una perforazione dura 19 giorni.
In letteratura sono state descritte alcune morti causate da corpi estranei rettali, ma generalmente sono molto rare. Le morti sono classificate come suicidio autoerotico. Un paziente settantacinquenne, ad esempio, è morto a causa di una perforazione del retto causata da un malato di mente con un bastone da passeggio. Un altro paziente di mezza età è morto per la perforazione del retto provocata da un vibratore. La perforazione è stata suturata e il paziente è stato sottoposto a terapia intensiva, ma a seguito del trauma ha sviluppato la sindrome da distress respiratorio acuto (ARDS) e la sindrome da risposta infiammatoria sistemica (SIRS), che alla fine hanno portato a un'insufficienza multiorgano. Viene inoltre descritto un caso di morte in seguito a perforazione del retto da parte di un calzascarpe. Dopo un intervento chirurgico, il retto deve essere protetto fino alla completa guarigione. Un 54enne che in precedenza aveva dovuto farsi rimuovere chirurgicamente un corpo estraneo dal retto due volte (un cetriolo e una pastinaca) è morto di peritonite perché aveva inserito due mele nel retto dopo l'operazione precedente - e prima che la ferita fosse completamente guarita.

## Corpi estranei rettali tramite ingestione orale
Il percorso inverso di un corpo estraneo, ingestione orale e passaggio attraverso l'intero tratto gastrointestinale nel retto, viene seguito molto spesso, ma raramente è di rilevanza clinica. Altre aree strette come l'esofago, il cardias, il piloro e la valvola ileo-ciecale di solito causano problemi in altri organi se i corpi estranei sono abbastanza grandi. Tuttavia, alcuni corpi estranei passano attraverso gli stretti passaggi nel percorso verso il retto e possono causare problemi clinicamente rilevanti nel retto. Questi includono, ad esempio, stuzzicadenti e ossa. Esiste il rischio di perforazione intestinale, soprattutto nel caso di ossa, ad esempio di pollo. Quasi la metà di tutte le perforazioni sono causate da ossa.
Gli alimenti vegetali, in particolare semi come popcorn o semi di anguria, girasole e zucca, possono anche aggregarsi nel colon per formare bezoari troppo grandi per il normale passaggio anale e possono quindi diventare clinicamente rilevanti come corpi estranei rettali. Questo tipo di corpo estraneo rettale si verifica principalmente nei bambini ed è particolarmente importante dal punto di vista clinico nel Nord Africa e nel Medio Oriente, dove tali semi costituiscono una parte importante della dieta. In rari casi, i semi delle piante possono germogliare da tali bezoari nel colon e/o nel retto e causare anche ostruzioni.

## In medicina veterinaria
I corpi estranei rettali sono rari in medicina veterinaria. Un corpo estraneo che attraversa l'intero intestino e poi rimane nel retto è, analogamente a quanto accade nell'uomo, un evento piuttosto raro. Bezoari di vari materiali si trovano anche negli animali e possono penetrare nel retto e causare problemi.